# Ces (Lousame)
Ces es una aldea  situada en la parroquia de Lousame en el municipio de Lousame (provincia de La Coruña, Galicia, España). Es un asentamiento rural conformado por un núcleo de población según el INE.
Está situada a 7 km de la capital municipal a 223 metros sobre el nivel del mar. Tiene una extensión delimitada de 84.100 metros cuadrados, de los cuales 63.200 pertenecen a suelo consolidado (Núcleo). Las localidades más cercanas son Riatelo, Gandarela y Chave. 

## Demografía
En 2020 tenía una población de 70 habitantes (37 hombres y 33 mujeres) lo que supone un 6,84% de la población de la parroquia y un 2,14% del total municipal. En ese año era la decimotercera localidad más poblada del municipio y la quinta de la parroquia. Desde el año 2000 ha reducido su población en un 30,69%.
| Gráfica de evolución demográfica de Ces entre 1991 y 2020 |
|                                                           |
| Población de derecho según el padrón municipal del INE    |

## Urbanismo
Según el PGOM de 2005, en ese año la aldea constaba de 28 viviendas unifamiliares y otras 41 construcciones de carácter secundario o complementario. No hay ninguna nave de carácter agrícola ni de carácter industrial o comercial. Ocho construcciones están en estado de ruina. 

## Patrimonio

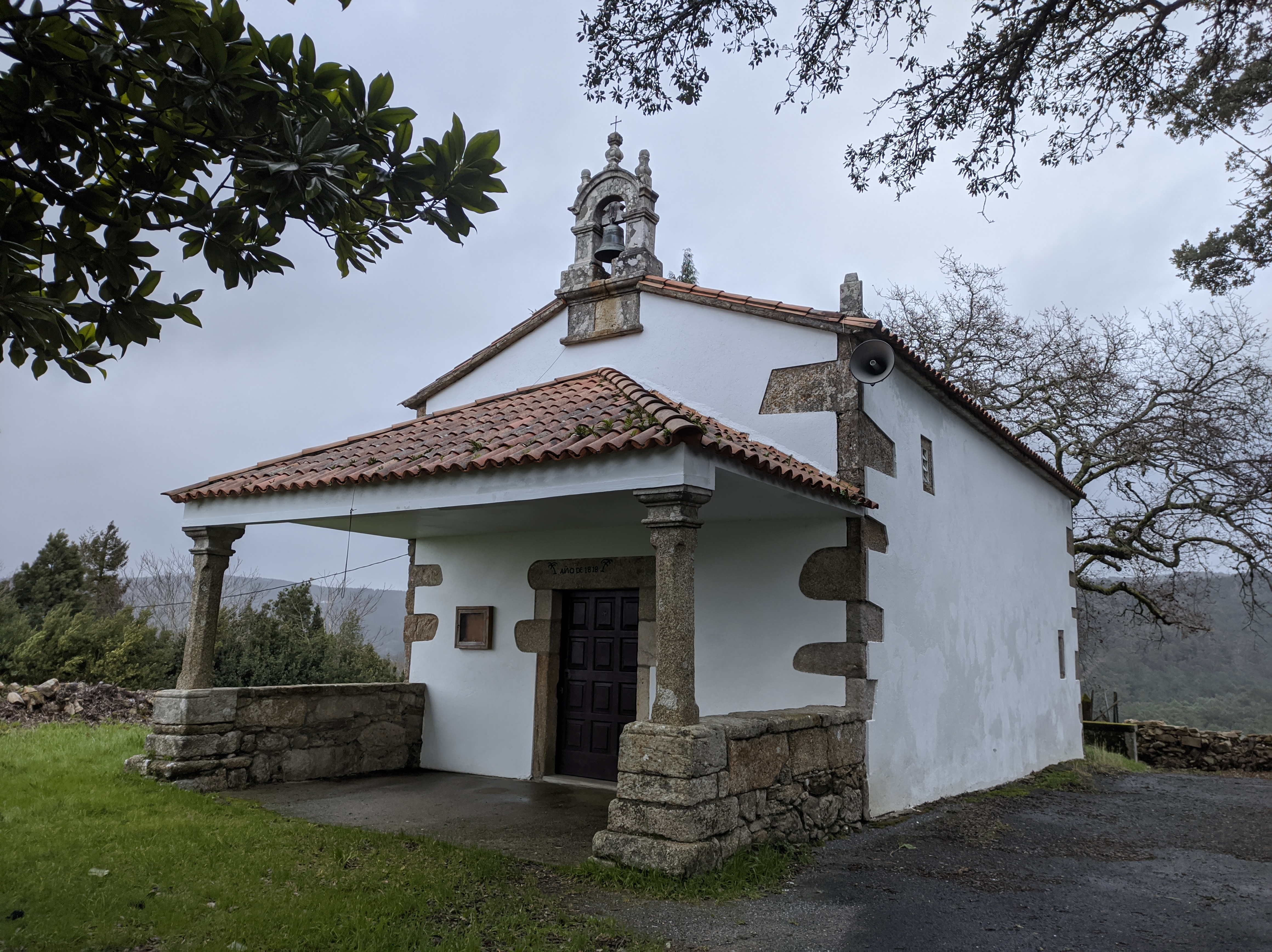
Capilla de San Cristoval

En la aldea encontramos una capilla dedicada a San Cristoval, construida, o más probablemente restaurada, en 1808. Es de planta rectangular de traza barroca. Está recebada y pintada de blanco, dejando a la vista partes de piedra en las esquinas y alrededor de la puerta. Tiene un pórtico por delante en la fachada para proteger la entrada, conformado por dos columnas sobre dos muros de mampostería que sostienen un pequeño tejado. Tiene un reloj de sol orientado hacia el sur. En la fachada principal tiene una pequeña espadaña de base cuadrada con una sola campana, coronada por tres pináculos de bola. El pináculo central está coronado por una cruz de forja. En la capilla se da misa una vez al año, durante la semana de las fiestas del lugar.
El entorno está muy bien cuidado, y en el campo de la capilla podemos encontrar varios alcornoques centenarios. Además existen dos Cruceiros, uno de capilla, al cual le robaron la figura de la virgen, y otro de varal, traído desde un lugar próximo no hace muchos años.

## Fiestas
Las fiestas patronales de la aldea de Ces se celebran para honrar a San Cristóbal (segundo domingo de julio) y la Virgen de Loreto (lunes inmediato siguiente).

## Galería de Imágenes

Imágenes de Ces
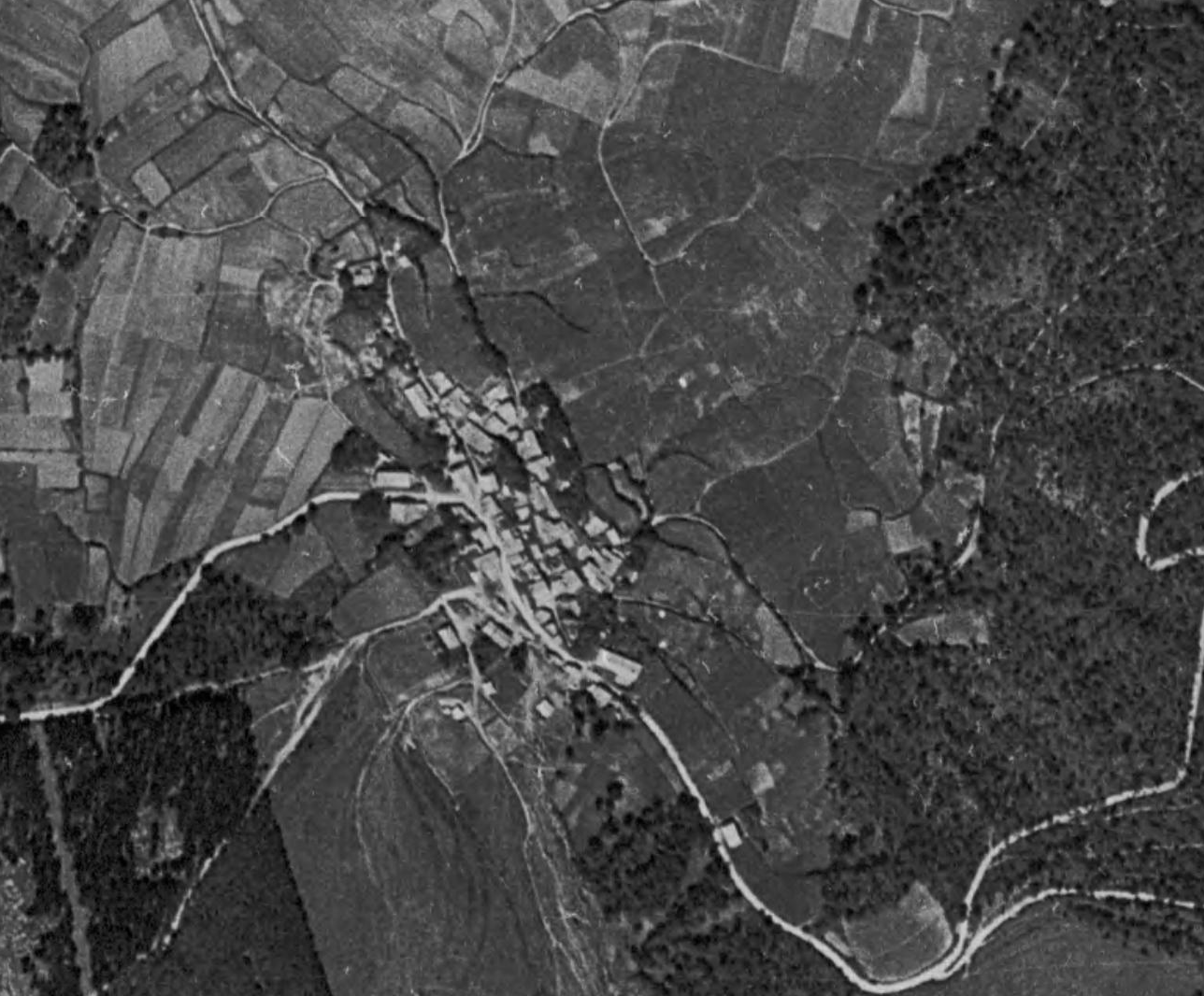
Ces en 1956 fotografiada por un vuelo americano.
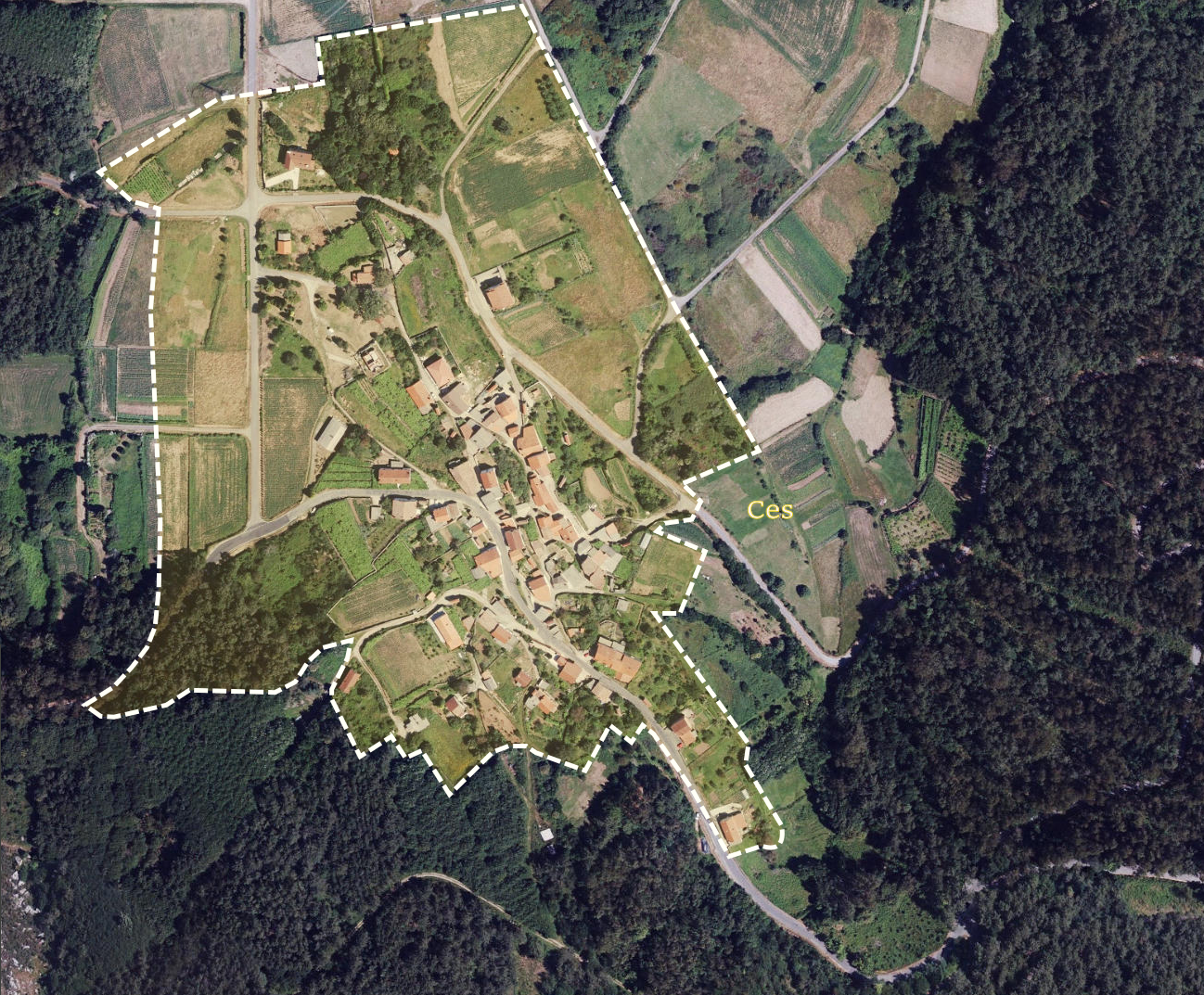
Ces en 2014 con sus límites según el PXOM.
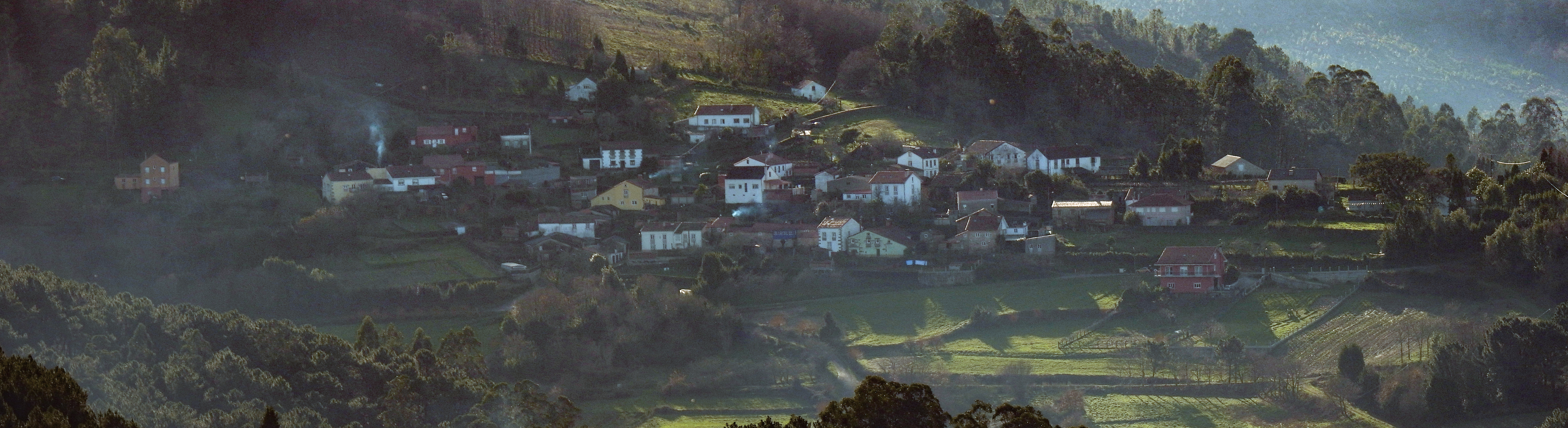
Vista general de Ces
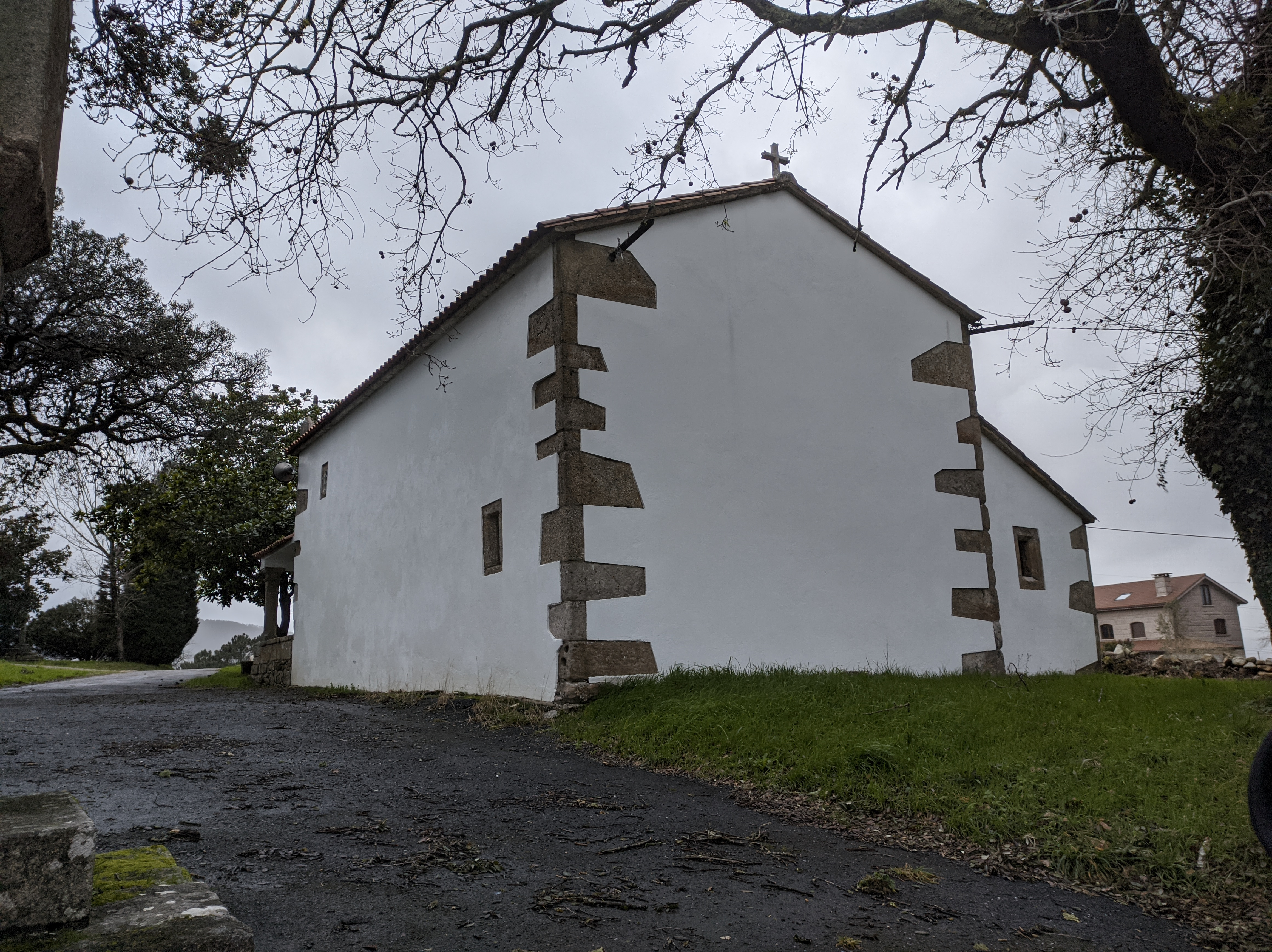
Parte trasera de la capilla de Ces
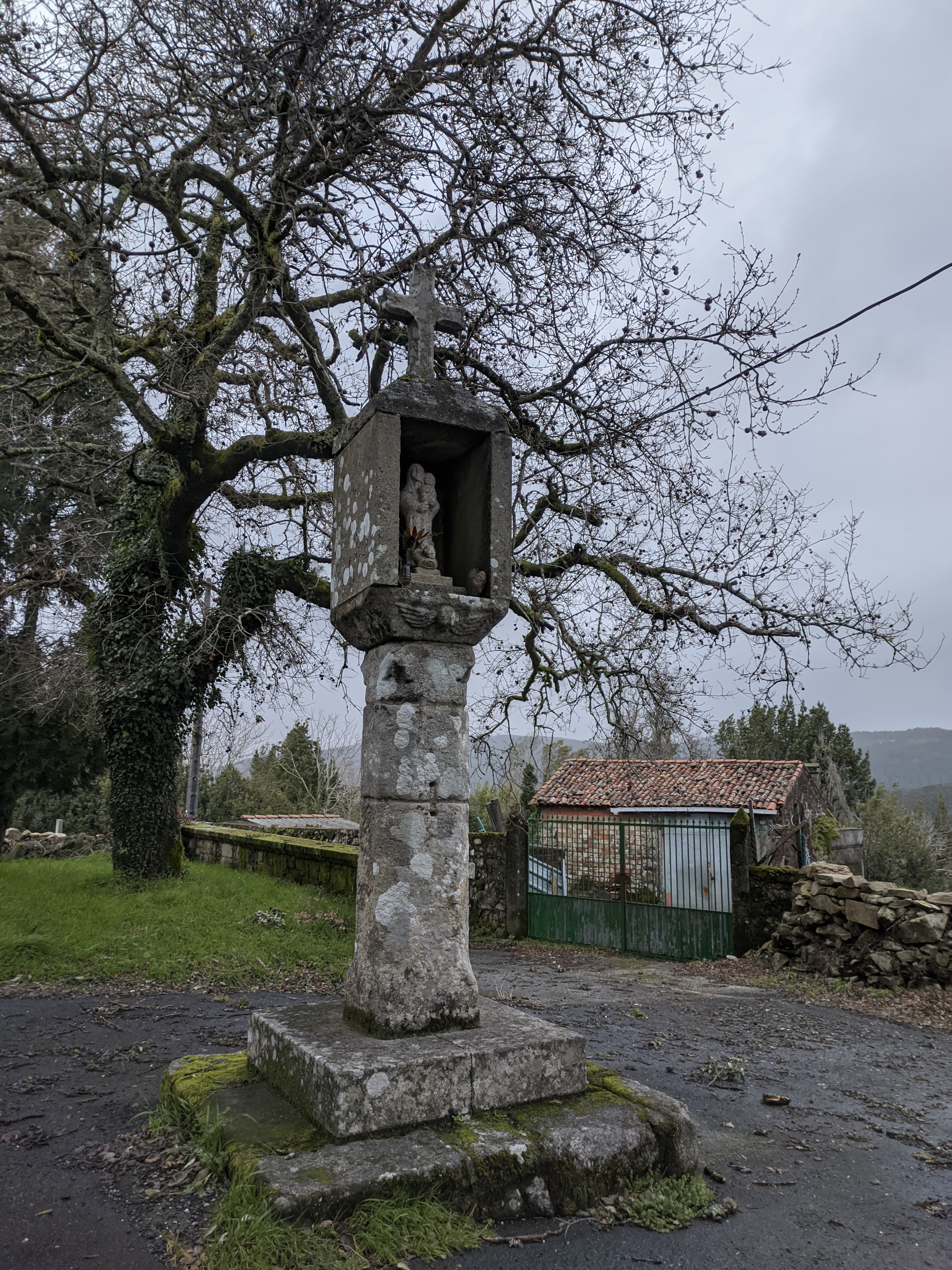
Cruceiro de Ces
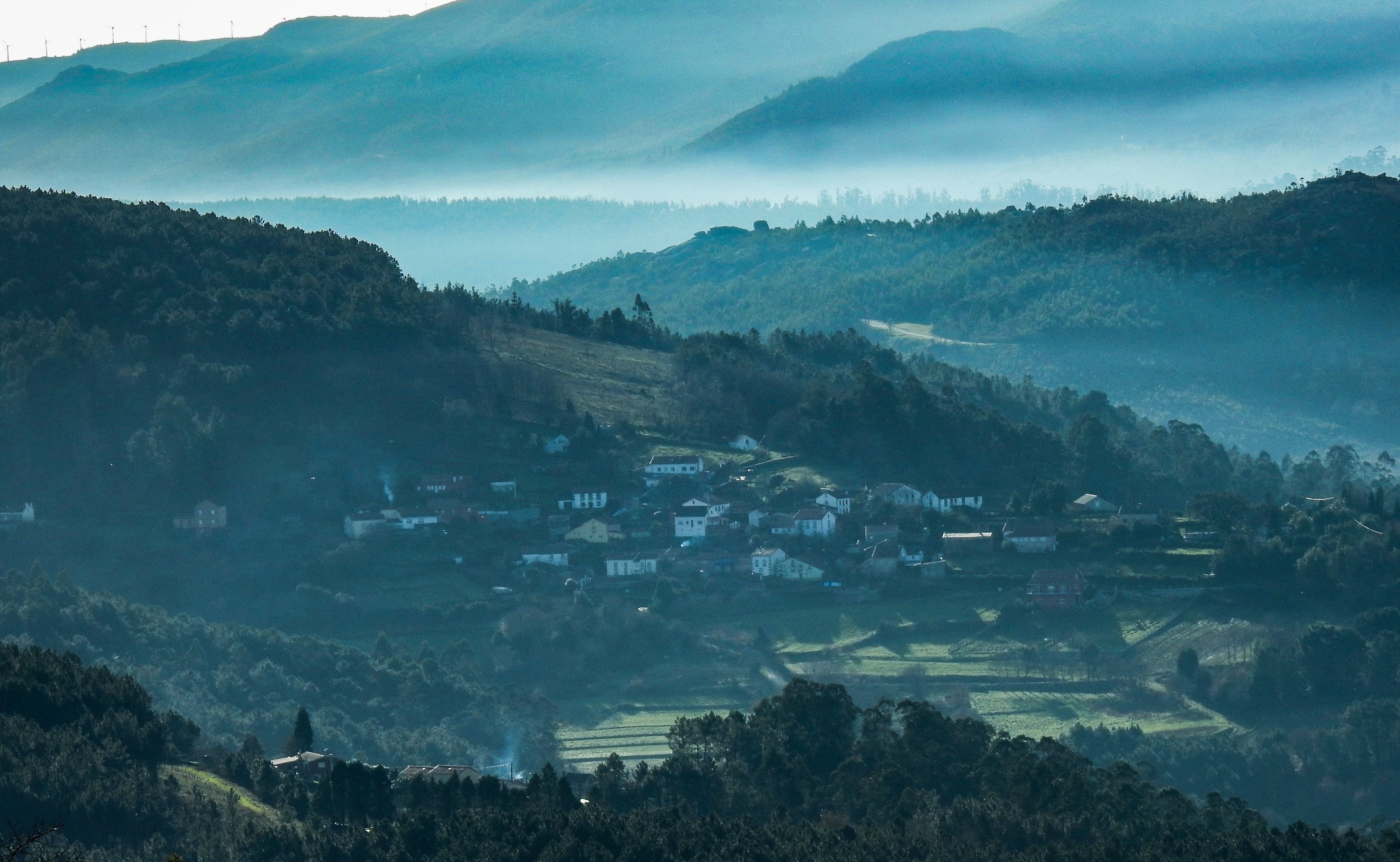
Vista de Ces